# Morti nel 1983/Agosto
| Questa pagina contiene informazioni ricavate automaticamente dalle voci biografiche con l'ausilio del template Bio e di un bot. L'aggiornamento è periodico e automatico e ricostruisce completamente la pagina. Se manca una persona in questa lista, sei pregato di non aggiungerla, ma accertati piuttosto che la sua voce biografica contenga il template Bio e che i dati anagrafici siano correttamente compilati. Se il template Bio manca, inseriscilo tu stesso o, in alternativa, metti l'avviso {{tmp\|Bio}} che ne segnala la mancanza. Se i dati riportati sono sbagliati, correggi direttamente la voce biografica; le modifiche saranno visibili in questa lista entro pochi giorni. Per chiarimenti vedi il progetto biografie. La lista contiene solo le 71 persone che sono citate nell'enciclopedia e per le quali è stato implementato correttamente il template Bio. Pagina aggiornata al 3 mar 2024. |

- 1º agosto - Vicky Lane, attrice e cantante irlandese (n. 1926)
- 1º agosto - Peter Arne, attore britannico (n. 1920)
- 2 agosto - James Jamerson, bassista statunitense (n. 1936)
- 2 agosto - Rudolf Kotormány, calciatore rumeno (n. 1911)
- 2 agosto - Augusto Migliorini, militare, marinaio e partigiano italiano (n. 1911)
- 3 agosto - Jobriath, cantante statunitense (n. 1946)
- 3 agosto - Athos Dianti, calciatore italiano (n. 1916)
- 3 agosto - Stepas Garbačiauskas, calciatore lituano (n. 1900)
- 3 agosto - Carolyn Jones, attrice statunitense (n. 1930)
- 4 agosto - Franco Castellani, attore italiano (n. 1915)
- 4 agosto - Jurij Borisovič Levitan, conduttore radiofonico sovietico (n. 1914)
- 4 agosto - Alfred Nakache, nuotatore e pallanuotista francese (n. 1915)
- 5 agosto - Bart Bok, astronomo olandese (n. 1906)
- 5 agosto - Judy Canova, attrice statunitense (n. 1913)
- 5 agosto - Luigi Panarella, pittore, scultore e scenografo italiano (n. 1915)
- 5 agosto - Joan Robinson, economista inglese (n. 1903)
- 6 agosto - Camillo Medeot, politico e storico italiano (n. 1900)
- 6 agosto - Klaus Nomi, cantante tedesco (n. 1944)
- 8 agosto - Corrado Saralvo, antifascista e superstite dell'Olocausto italiano (n. 1894)
- 9 agosto - Károly Szittya, pallanuotista ungherese (n. 1918)
- 10 agosto - Suzanne Perrottet, ballerina e pedagoga svizzera (n. 1889)
- 10 agosto - José Baptista Pinheiro de Azevedo, ammiraglio e politico portoghese (n. 1917)
- 11 agosto - Satsuo Yamamoto, regista giapponese (n. 1910)
- 12 agosto - Artemio Franchi, dirigente sportivo italiano (n. 1922)
- 12 agosto - Wavell Wakefield, rugbista a 15, dirigente sportivo e politico britannico (n. 1898)
- 14 agosto - Alceu Amoroso Lima, critico letterario, scrittore e giornalista brasiliano (n. 1893)
- 14 agosto - Musine Kokalari, scrittrice e politica albanese (n. 1917)
- 14 agosto - Yolanda Penteado, socialite, collezionista d'arte e mecenate brasiliana (n. 1903)
- 14 agosto - Irena Szydłowska, arciera polacca (n. 1928)
- 15 agosto - Antonio Ambrosini, giurista italiano (n. 1888)
- 15 agosto - Miquel Crusafont i Pairó, paleontologo spagnolo (n. 1910)
- 15 agosto - Marc Porel, attore francese (n. 1949)
- 15 agosto - Antonia Tejera Reyes, sensitiva spagnola (n. 1908)
- 15 agosto - Jiří Zástěra, calciatore cecoslovacco (n. 1913)
- 16 agosto - Gundelinda di Baviera, principessa tedesca (n. 1891)
- 16 agosto - René Duverger, sollevatore francese (n. 1911)
- 16 agosto - Giuliano Nostini, schermidore italiano (n. 1912)
- 17 agosto - Ira Gershwin, librettista e paroliere statunitense (n. 1896)
- 17 agosto - Takashi Itoyama, cestista giapponese (n. 1932)
- 17 agosto - Georgij Borisovič Ščukin, regista sovietico (n. 1925)
- 18 agosto - Floro Finistauri, aviatore italiano (n. 1944)
- 18 agosto - Arturo Umberto Illia, politico argentino (n. 1900)
- 18 agosto - Nikolaus Pevsner, storico dell'architettura e storico dell'arte tedesco (n. 1902)
- 18 agosto - Ray Terzynski, cestista statunitense (n. 1919)
- 19 agosto - Levan Kaljaev, velocista sovietico (n. 1929)
- 19 agosto - Ulyses Petit de Murat, poeta, giornalista e drammaturgo argentino (n. 1907)
- 20 agosto - Aleksandar Ranković, politico e antifascista jugoslavo (n. 1909)
- 20 agosto - Georges Spénale, politico francese (n. 1913)
- 20 agosto - Gerhard von Graevenitz, pittore e fotografo tedesco (n. 1934)
- 21 agosto - Benigno Aquino Jr., politico, attivista e giornalista filippino (n. 1932)
- 21 agosto - Filippo Maria Pontani, grecista, bizantinista e traduttore italiano (n. 1913)
- 22 agosto - Elsa Chauvel, regista e attrice australiana (n. 1898)
- 22 agosto - Mario Tadini, imprenditore e pilota automobilistico italiano (n. 1905)
- 23 agosto - Gerald Frank Anderson, compositore di scacchi e diplomatico britannico (n. 1898)
- 23 agosto - Jack King, pistard australiano (n. 1897)
- 24 agosto - Kalevi Kotkas, altista e discobolo finlandese (n. 1913)
- 26 agosto - Mike Kellin, attore statunitense (n. 1922)
- 26 agosto - Félix María Pareja, islamista, arabista e bibliotecario spagnolo (n. 1890)
- 27 agosto - Renzo Poluzzi, allenatore di pallacanestro e dirigente sportivo italiano (n. 1919)
- 28 agosto - José Bergamín, scrittore e poeta spagnolo (n. 1895)
- 28 agosto - Mario Bonomo, saltatore con gli sci italiano (n. 1912)
- 28 agosto - Jan Clayton, attrice e cantante statunitense (n. 1917)
- 29 agosto - Rory Hayes, fumettista statunitense (n. 1949)
- 29 agosto - Elio Mauro, cantante italiano (n. 1934)
- 29 agosto - Simon Oakland, attore e violinista statunitense (n. 1915)
- 30 agosto - Aleksandr Chanov, attore sovietico (n. 1904)
- 30 agosto - Ugo Conti, calciatore e allenatore di calcio italiano (n. 1916)
- 30 agosto - Charles William Goyen, scrittore, curatore editoriale e insegnante statunitense (n. 1915)
- 30 agosto - Gerhard Storz, pedagogo, politico e scrittore tedesco (n. 1898)
- 31 agosto - Marcello Candia, imprenditore, missionario e filantropo italiano (n. 1916)
- 31 agosto - Derek Sullivan, calciatore gallese (n. 1930)